# معكرونة الحروف
معكرونة الحروف (أو معكرونة الحروف الأبجدية) هي المعكرونة التي تم صنع قطعها بشكل آلي لتأخذ أحد أشكال الحروف الأبجدية. هذا النوع غالبا ما يقدم مضافاً  لمرق يباع معه. هناك نوع آخر، يسمى ألفاباغيتي (Alphaghetti) وهي معكرونة حروف مع صلصلة مارينارا أو صلصة السباغيتي.
لا يُعلم من اخترع حساء الحروف ولكن شركة كنور باعت هذا النوع من الحساء في أوروبا في وقت مبكر من عام 1910. ويذكر أنه في وقت مبكر من عام 1867، قامت مجلة «رالي تراي-ويكلي ستاندرد» بالإشارة إلى أن الحروف الأبجدية ستستبدال أشكال المعكرونة الأخرى لتعطي «شكلاً للمرق الخاص بنا».** أما في عام 1908 فقد تم تقديم حساء الأبجدية لويلبر رايت في لومان، فرنسا.
في أمريكا، فأن العلامة التجارية الأشهر لحساء الحروف هي «كامبل». يتم التسويق لهذا الحساء، كمنافسيه، للاباء بأنه ذو قيمة تعليمية.
«ألفابيتي سباغيتي» هو منتج مماثل كانت شركة هاينز تبيعه على مدى 60 عاما قبل أن يتم إيقاف الإنتاج في عام 1990. هذا الحساء، مثل حساء كامبل، يحتوي على معكرونة الحروف الأبجدية في علبة مع صلصة طماطم بدون الجبنة. قامت شركة هاينز في عام 2005 بإعادة الإنتاج.

## وصلات خارجية
- اشكال الباستا - الدليل المصور في Food-Info.net
- حساء الأبجدية 150 عاما - حساء الأبجدية، 150 سنة - هكذا بدأنا تعلم الإملاء في طعامنا.